# Broken - Nessuno vi salverà
Broken - Nessuno vi salverà (Broken) è un film del 2006 diretto da Simon Boyes e Adam Mason.
Quanto narrato nel film è presentato come ispirato ad avvenimenti realmente accaduti.

## Trama
(L'uomo)
Una donna fugge da un pazzo maniaco, ma viene ricatturata e legata. Per liberarsi, dovrà riaprire una ferita cicatrizzata per prendere il taglierino al suo interno. Eseguito il lavoro, la donna dice all'uomo che è stanca dei suoi giochi e che preferisce morire, desiderio che viene realizzato subito dopo. 
Due settimane dopo: Hope, madre da poco, rincomincia a vivere uscendo con vari ragazzi, dopo un trauma non meglio specificato.
Giorno 1: Hope si risveglia impaurita e ferita all'interno di una cassa, perplessa sul come sia arrivata lì.
Giorno 2: La donna viene liberata misteriosamente dalla cassa. Trova il pupazzo della figlia, ricoperto di sangue. Incomincia a disperarsi, ma viene tramortita da un uomo che la legherà a un albero, di fronte a una donna morta.
Giorno 3: Hope scopre che un uomo misterioso ha trapiantato un taglino nel suo ventre, uccidendo il feto che stava crescendo all'interno. Riesce a prendere il taglerino e a slegarsi. L'uomo la raggiunge e le domanda se vuole continuare, ricevendo una risposta affermativa dalla donna, a cui viene curata la ferita.
Giorno 4: L'uomo dà a Hope alimenti e acqua, ma si ritrova legata con delle catene ad un albero. Gli chiede dov'è la figlia, ma il sadico le risponde che adesso è lui la sua famiglia.
Giorno 5: L'uomo ordina a Hope di pulire dei piatti. La donna, cerca di utilizzare il tempo della sua assenza per poter prendere un coltello. L'uomo se ne accorge e si riprende l'arma.
Giorno 6: Hope viene incaricata di curare le piante di un giardino. Questa volta non si oppone, effettuando il lavoro. La sera, chiede all'uomo perché lei si trova in quel posto, non ricevendo alcuna risposta in cambio.
Giorno 7-8: Hope seduce l'uomo e ha un rapporto sessuale con lui. Il mattino successivo ha l'opportunità per fuggire, ma non riesce a tagliare la gola all'uomo, ferendolo invece alla gamba. Scappata via, trova un'altra cassa dove c'è la copertina della figlia. La donna incomincia a disperarsi ma viene trovata di nuovo dall'uomo che le spezza una gamba e la riporta nel luogo da dov'era scappata.
Giorno 9-15: L'uomo annuncia la sua assenza per un paio di giorni. La donna, in questo lasso di tempo cura la gamba spezzata con delle piante medicinali. Quando l'uomo torna, porta con sé un'altra donna.
Giorno 16-19: La nuova donna rapita, non finisce di piangere e disperarsi, per questo l'uomo le taglia la lingua. 
Giorno 20: L'uomo fa una ramanzina a Hope affinché lei coltivi i fiori.
Giorno 39: Hope cerca di dare un po' del suo cibo all'altra donna, ma il suo tentativo fallisce.
Giorno 41: L'altra donna rapita dall'uomo riesce a liberarsi, ma viene uccisa dallo stesso rapitore. Hope, anch'ella liberata dalle catene, ingaggia uno scontro con l'uomo, uccidendolo. Trova poi la figlia Jennifer, che sembra aver subito la sua stessa sorte. Cerca di aprire la porta dove lei è rinchiusa, ma la stessa Hope cade vittima di una trappola che le ferisce gli occhi, facendola diventare cieca.